# Рілтаун (Алабама)
Рілтаун (англ. Reeltown) — переписна місцевість (CDP) в США, в окрузі Таллапуса штату Алабама. Населення — 794 особи (2020).

## Географія
Рілтаун розташований за координатами 32°34′27″ пн. ш. 85°49′10″ зх. д. / 32.57417° пн. ш. 85.81944° зх. д. (32.574211, -85.819562).  За даними Бюро перепису населення США в 2010 році переписна місцевість мала площу 19,62 км², з яких 19,55 км² — суходіл та 0,07 км² — водойми.

## Демографія
Згідно з переписом 2010 року, у переписній місцевості мешкало 766 осіб у 280 домогосподарствах у складі 209 родин. Густота населення становила 39 осіб/км².  Було 301 помешкання (15/км²).
Расовий склад населення:
| - 82,4 % — білих - 15,1 % — чорних або афроамериканців - 0,1 % — корінних американців - 0,1 % — азіатів - 1,2 % — осіб інших рас |

До двох чи більше рас належало 1,0 %. Частка іспаномовних становила 2,7 % від усіх жителів.
За віковим діапазоном населення розподілялося таким чином: 24,8 % — особи молодші 18 років, 62,7 % — особи у віці 18—64 років, 12,5 % — особи у віці 65 років та старші. Медіана віку мешканця становила 38,4 року. На 100 осіб жіночої статі у переписній місцевості припадало 102,6 чоловіків;  на 100 жінок у віці від 18 років та старших — 102,1 чоловіків також старших 18 років.
Середній дохід на одне домашнє господарство  становив 74 902 долари США (медіана — 74 688), а середній дохід на одну сім'ю — 79 685 доларів (медіана — 76 250). 
Цивільне працевлаштоване населення становило 231 осіб. Основні галузі зайнятості: виробництво — 23,8 %, освіта, охорона здоров'я та соціальна допомога — 23,8 %, роздрібна торгівля — 16,9 %, будівництво — 15,6 %.